# Sherburne (village, New York)
Pour les articles homonymes, voir Sherburne.
Ne doit pas être confondu avec Sherburne (New York).
Sherburne est un village situé dans le comté de Chenango, dans l'État de New York, aux États-Unis. En 2010, elle comptait une population de 1 367 habitants, estimée au 1er juillet 2016 à 1 307 habitants.

## Démographie
Lors du recensement de 2010, la localité comptait une population de 1 367 habitants. Elle est estimée, en 2016, à 1 307 habitants.